# Marie-Joseph Kampé de Fériet
Marie-Joseph Kampé de Fériet (Parigi, 14 maggio 1893 – Villeneuve d'Ascq, 6 aprile 1982) è stato un matematico francese.
Si laureò nel 1913 presso la Sorbonne; nella tesi di dottorato (1915) studiò le funzioni ipersferiche. Dal 1919 al 1963 fu professore all'Università di Lille, dal 1930 al 1963 fu professore all'École centrale de Lille. Dal 1928, al 1940, fu anche direttore dell'istituto per la meccanica dei fluidi di Lille.

## Ricerca
Nel 1921, Kampé de Fériet ha introdotto funzioni ipergeometriche di due variabili che generalizzano le funzioni di Paul Émile Appell. Nel 1926, con Appell, Kampé de Fériet ha pubblicato il libro Fonctions hypergéometriques et hypersphériques sulle serie ipergeometriche a molti variabili. Dal 1929 al 1939, ha lavorato su l'aerodinamica e l'idrodinamica.

## Opere
- J. Kampé de Fériet C. R. Acad. Sci. (Paris) 172 p. 1634 (1921); ibid. 173 p. 285 (1921);ibid. 173 p. 401 (1921);ibid. 173 p. 489 (1921); ibid. 173 p. 900 (1921). (definizione della funzione ipergeometrica di Kampé de Fériet)
- J. Kampé de Fériet e P.E. Appell Fonctions hypergéometriques et hypersphériques (Parigi, Gauthier-Villars, 1926)
- J. Kampé de Fériet La fonction hypergéometrique (Parigi, Gauthier-Villars, 1937)